# ポイント・バロー
ポイント・バロー、ないし、バロー岬（バローみさき、Point Barrow）、あるいは、ヌヴク (Nuvuk) は、アメリカ合衆国アラスカ州の北極海岸に位置する岬で、ウトキアグヴィク（旧名・バロー）の集落から北東へおよそ9マイル（およそ14km）にある。当地はアメリカ合衆国最北端の地である（北緯71度23分20秒 西経156度28分45秒 / 北緯71.38889度 西経156.47917度座標: 北緯71度23分20秒 西経156度28分45秒 / 北緯71.38889度 西経156.47917度）。北極点までの距離は1122海里（1,291マイル、2,078 km）である。ちなみに、カナダ領の北アメリカ大陸の最北端は、さらに緯度にしておよそ40マイル（およそ64km）北に位置するマーチソン・プロモントリー (Murchison Promontory) である。
ポイント・バローは、重要なランドマークでもあり、北極海において、西側のチュクチ海と東側のボーフォート海の境界となっており、これより北側は（北極点まで境界の目標となるものはなく）地図の縁で区切られるばかりである。

## 歴史

### 先史時代
考古学的な証拠によれば、ポイント・バローには、先住民イヌピアットの先祖にあたる人々が、ヨーロッパ人の到着よりも千年ほど前から住んでいたとされる。岬は重要な考古学調査の現場となっており、ウルやボーラなど、トゥーリー文化 (Thule culture) と結びつけられる埋葬地の跡や遺物が発見されている。岬の沖合の海域は、ホッキョククジラの回遊ルートの一部となっており、当地に集落が形成されたのは、鯨漁をやり易くするためであったものと推測されている。近傍のバーナーク・サイト (Birnirk Site) には1912年に当地で発掘調査を行ったヴィルヤルマー・ステファンソン (Vilhjalmur Stefansson) によって確認された墳丘墓があり、初期のバーナーク文化 (Birnirk culture) と結びつけられている。

### ヨーロッパ人による探検

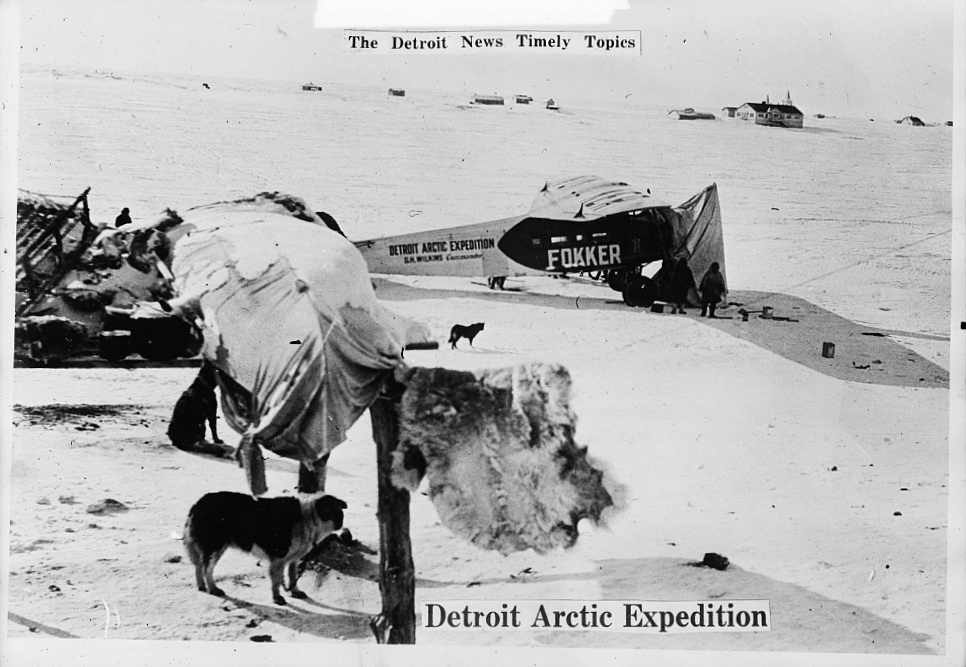
ウィルキンス＝デトロイト北極遠征

この岬の名付けは、1826年にイングランドの探検家フレデリック・ウィリアム・ビーチー (Frederick William Beechey) が行なったもので、由来となったのは、政治家で、イギリス海軍本部所属の地理学者であったサー・ジョン・バロー (Sir John Barrow) であった。岬周辺の海は、（現在では）通常は年に2-3ヵ月の着氷しない時期があるが、初期の探検家たちの時代にはそういうことはなかった。ビーチーは船では当地へ到達できず、本船からボートを出して先へ進んだ。1826年にはジョン・フランクリンが東側から当地へ到達しようと試みたが、行手を氷に阻まれた。1837年には、東側から進んだトマス・シンプソンが、ボートの前進が氷に阻まれた地点から、徒歩でおよそ50マイル（およそ80km）を西へ進に、ポイント・バローに到達した。1849年にはウィリアム・プレン (William Pullen) が2隻の捕鯨船で岬にたどり着いたが、これは、氷のためにその手前でより大きな2隻の船を西へ帰した上でのことであった。
ウィルキンス＝デトロイト北極遠征隊 (Wilkins-Detroit Arctic Expedition) をはじめ、北極点をめざす北極探検家の多くが、ポイント・バローを出発点に選び、1928年4月15日にはカール・イールソンとヒューバート・ウィルキンス (Hubert Wilkins) が、ポイント・バローを発って北極海を横断し、スピッツベルゲン島までの飛行に成功した。
1935年8月15日に飛行機墜落事故で、操縦士ウィリー・ポストと、乗客の芸人ウィル・ロジャースが事故死した場所であるロジャース・ポスト・サイト (Rogers-Post Site) は、この岬の近くである。
1965年から1972年まで、当地は、観測ロケット「ナイキ・ケイジャン」と「ナイキ・アパッチ」の発射地として使用された。また、全球大気監視計画の待機観測局が置かれている。
「ポント・バローの鯨 (Point Barrow whales)」と称されるのは、1988年にポイント・バローで、氷に閉じ込められてしまい、全米から注目を集めた鯨たちである。